# Gerhard Mendelson
Gerhard „Moshe“ Mendelson (* 4. Februar 1913 in Berlin; † 14. März 1976 in Feldafing/Bayern) war ein in Wien tätiger deutscher Musikproduzent und Plattenvertreiber. Er ist insbesondere der Entdecker der später erfolgreichen Sänger Peter Alexander und Peter Kraus und gilt als zentrale Figur der österreichischen Schlagerindustrie in der Nachkriegszeit.

## Werdegang
Gerhard „Moshe“ Mendelson wurde als Sohn jüdischer Eltern geboren. Über seine frühe berufliche Entwicklung ist nichts bekannt. Gerhard Mendelson gründete im Mai 1946 die Austrophon-Schallplatten-Studio GmbH, ein Tonstudio und das Plattenlabel Austroton. Es gelang ihm innerhalb von wenigen Monaten, die kriegsbedingt brachliegende Infrastruktur bis hin zum Presswerk zu organisieren. Das Aufnahmestudio befand sich in gemieteten Räumen im Wiener Konzerthaus. Mendelson und sein Plattenlabel Austrophon-Serie – Elite Special (Austroton) entwickelte sich schnell zu einem Zentrum der deutschsprachigen Nachkriegs-Plattenproduktion.

Typisches Logo von Austroton: Erwin Halletz – Fern von der Heimat (aufgenommen am 21. November 1950)

Als Begleit- oder Instrumental-Orchester gewann er das Wiener Tanzorchester unter der Leitung von Horst Winter, ein vielseitiges Orchester mit fundierten Jazz- und Boogie-Woogie-Ambitionen. Winter war bereits im Dezember 1945 im Wiener Konzerthaus aufgetreten, in dem Mendelson seine Tonstudios betrieb. Wohl erste Produktion war Ich liebe die Sonne, den Mond und die Sterne mit Horst Winter und dem Wiener Tanzorchester (Mai 1946; Austrophon #8000, Matrix 601). Herta Mayen sang hier im Juni 1946 den Evergreen Kauf‘ Dir einen bunten Luftballon (#8210, 7089) aus dem Revue-Film Der weiße Traum (5. Oktober 1943), von Horst Winter und dem Wiener Tanzorchester erschienen danach Bei Dir war es immer so schön (27. Juni 1946; #8024, 631) und Nachts bin ich allein / Mungo (Oktober 1946, #8010, 665). Horst Winter zeigte seine Jazzkünste in Sy Olivers Opus One (6. Februar 1947; #8071, W 752) oder Hey Ba-Ba-Re-Bop (6. Mai 1947; #8080, 770). Horst Winter und sein Tanzorchester stellten ihre musikalische Vielseitigkeit beim Titel Capri-Fischer (Juli 1947; #8084, 779) oder der Zu Fett-Polka (Dezember 1948; #8278, 7309) unter Beweis. Klarinettist Erwin Halletz und die Harmona-Solisten nahmen Hello Baby Mademoiselle am 13. Februar 1948, Wenn die Sonnenblumen blühn‘ am 13. Mai 1948 mit Mendelson als Produzent auf.
Mendelson verschaffte Erni Bieler 1947 einen Plattenvertrag, die Berlinerin Evelyn Künneke war 1948 zu Mendelson gewechselt, nahm hier unter anderem Der blaue Montag / Der schönste Mann vom Rio Grande (13. Juni 1949), Kleines Herz zu vermieten (9. März 1950; #8359, 7478) oder mit dem Großen Wiener Tanzorchester S.O.S. (Herz in Not) (26. Januar 1951; #8447, W 7644) auf. Erwin Halletz & das Wiener Tanzorchester verewigten Wenn die Neger Zahnweh kriegen am 28. Februar 1950. Als Mendelson im September 1951 viele österreichische Künstler für Plattenaufnahmen vorsingen lässt, wird Peter Alexander entdeckt. Alexander nahm zwischen dem 27. September 1951 (Das machen nur die Beine von Dolores / Bye bye mein Hawaii) und Oktober 1954 mehr als 80 Titel unter der Regie von Mendelson auf, bevor er im November 1954 zu Kurt Feltz nach Köln wechselte und dort am 1. Januar 1955 einen Plattenvertrag bei Polydor erhielt. Feltz und andere Schlagerkomponisten wie Fini Busch, Heinz Gietz oder Werner Scharfenberger konnten Peter Alexander mit dem notwendigen Schlagermaterial beliefern.

## Kooperation mit Polydor

### Die 1950er Jahre

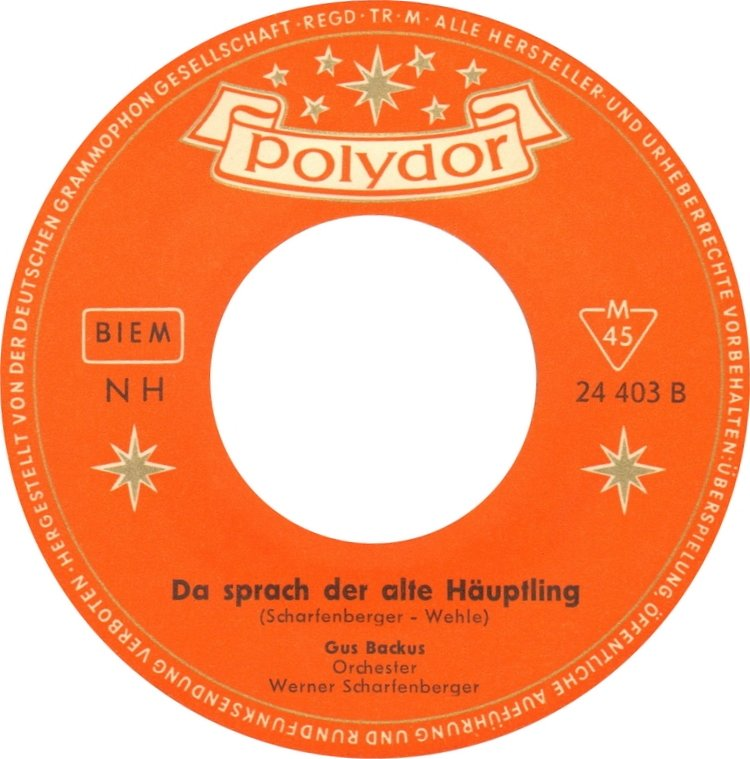
Label zu Da sprach der alte Häuptling (Gus Backus).

Im Frühjahr 1953 beginnt die Zusammenarbeit von Mendelson und Polydor mit Hilfe der neu gegründeten Polydor-Produktionsstätte Süd. Im Gegenzug gab es in Deutschland den passenden Ableger, die Deutsche Austrophon Schallplatten Vertriebs GmbH & Co. KG, die noch heute existiert. Anfang 1954 wurde eine große Deutschlandtournee von Austrophon-Künstlern organisiert, bei der Peter Alexander, Erni Bieler, Evelyn Künneke, Leila Negra oder Erwin Halletz auftraten und live im Radio übertragen wurden.
Mendelson entdeckte im September 1951 Peter Alexander, im November 1956 Peter Kraus, im Januar 1957 entstand dessen erste Single. Im Juni 1957 wurde mit Susi Rock die erste Hitparadennotiz (Rang 8) produziert. Mendelson kaufte die Rechte an hitverdächtigen US-Songs, um sie mit einem deutschen Text versehen mit Peter Kraus zu produzieren. So entstanden in weniger als 8 Jahren 36 Singles. Das war der Hauptgrund dafür, dass Kraus mit einem Titel nie über eine Million Exemplare umsetzen konnte, weil sich die Singles gegenseitig Konkurrenz durch zu kurze Veröffentlichungstakte machten. Mendelson entdeckte zudem im Juni 1959 den in Deutschland stationierten US-Soldaten Gus Backus und produzierte mit ihm insgesamt 51 Titel, erste Aufnahmen waren deutsche Coverversionen mit dem Titel Ab und zu (A Fool Such As I von Elvis Presley) und Ich bin traurig wenn Du gehst (Have You Ever Had the Blues von Lloyd Price).
Als 1959 der deutsche Plattenmarkt einen Umsatzeinbruch verzeichnete, konnte Mendelson die Polydor-Verluste im Schlagerbereich durch einen neuen Stil ausgleichen: die Teenager-Musik. So wurde Ted Herold ab seiner zweiten Single von Mendelson für Polydor produziert, durfte jedoch nur das singen, was Peter Kraus nicht singen wollte oder sollte. Erster Aufnahmetermin war für Wunderbar wie Du heut‘ wieder küsst / So schön ist nur die allererste Liebe der 7. und 8. November 1958. Auch Herolds größter Erfolg, Moonlight, entstand in Wien (am 14. April 1960). 1959 produzierte er die ersten Titel für die Österreicherin Lolita (Stern der Tropennacht / Treu will ich Dir bleiben; beide am 11. Juni 1959 aufgenommen). Insgesamt entstanden unter seiner Studioregie 1959 mindestens 11 Titel, darunter 6 für Gus Backus und 4 für Lolita. Für die Sängerin stand mit La Luna bereits eine A-Seite fest, doch suchte Mendelson dringend noch einen Song für die B-Seite und bat Fini Busch: „Schreibt’s irgendwas hintendrauf, völlig wurscht“. Er wollte die Platte möglichst rasch herausbringen, und so entstand kurzfristig Seemann (deine Heimat ist das Meer). Innerhalb einer Woche wurde beim Airplay Seemann bevorzugt und gelangte bis auf Platz 2, während La Luna abgeschlagen auf Rang 30 landete. Mit 2 Millionen weltweit verkaufter Platten war es Mendelsons erster Millionenseller und sollte sein größter Produktionserfolg bleiben. Im Jahr 1960 erschienen 18 von Mendelson produzierte Titel, darunter 9 für Backus (Brauner Bär und weiße Taube; September 1960, #16; Da sprach der alte Häuptling; November 1960, #3) und 8 für Lolita.

### Die 1960er Jahre
Mendelson hatte die in den USA sehr erfolgreiche Pop-Sängerin Connie Francis in Wien auf Deutsch singen lassen, ihr deutschsprachiger Gesang war jedoch kaum zu verstehen. Deshalb sandte er die Aufnahmen nach Hamburg, wo Produzent Bobby Schmidt den Titel Die Liebe ist ein seltsames Spiel weiter bearbeitete. Dazu schnitt er die unbrauchbare erste Strophe heraus, wodurch der Song einer der wenigen deutschen Schlager ist, bei denen die Strophe nach dem ersten Refrain mit einem Tonartwechsel einen Halbton höher beginnt. Nach Veröffentlichung im Juli 1960 wird die erste deutschsprachige Version von Connie Francis zu ihrem ersten Nummer-eins-Hit in Deutschland. Die Musikproduktion indes bereitete keine Schwierigkeiten, denn die amerikanische Plattenfirma MGM Records stellte ihrem deutschen Vertriebspartner Polydor das Original-Playback zur Verfügung. Die erste von Mendelson in Wien produzierte Single von Connie Francis war Einmal komm‘ ich wieder (komponiert von Werner Scharfenberger) / Immer und überall (Erwin Halletz), erschien im August 1961 und erreichte lediglich Rang 16. Nachdem Francis im April 1962 wieder in Wien von Mendelson produziert wurde, hielt sich der Produzent im Januar/Februar 1963 für deutschsprachige Aufnahmen mit Connie Francis in Las Vegas auf. Bereits für den 6. und 7. Juli 1963 waren weitere Aufnahmetermine von Mendelson in Paris anberaumt.
1961 war Mendelson für mindestens 22 Titel als Produzent verantwortlich, darunter 10 für Gus Backus (Der Mann im Mond oder auch Sauerkraut-Polka) und 7 für Lolita. 1962 produzierte er 23 Schlager, darunter 10 für Backus (No Bier, No Wein, No Schnaps oder auch Linda (Ein Haus in den Rockys)) und 7 für Lolita. In jenem Jahr kam der Titel Heißer Sand mit Mina auf den Markt, der am 5. Februar 1962 in Studio III entstand und in Deutschland 700.000, weltweit 1,3 Millionen Exemplare umsetzte, den ersten Rang der deutschen Hitparade für 9 Wochen belegte und von Mendelson produziert wurde. Damit konnte er kurz nach Seemann bereits den zweiten Millionenhit verbuchen.
In den folgenden Jahren verringerte sich Mendelsons Produktivität merklich. Im Jahr 1963 produzierte er 8 ausschließlich für Gus Backus vorgesehene Titel, 1964 nur 2 Titel für Backus. Zwischen dem 10. und 14. September 1964 überwacht Mendelson die Aufnahmesessions zu 4 Musikspuren für deutschsprachige Schlager, die Lesley Gore später in New York besingt. Er baute Dominique im Jahr 1965 als eine deutsche Protestsonginterpretin auf. Zu diesem Zweck griff er auf Donovans Hit Universal Soldier zurück, der von Max Colpet als Der ewige Soldat eingedeutscht wurde und produzierte diesen von Buffy Sainte-Marie komponierten Song mit Dominique – allerdings ohne messbaren Erfolg.

### Die 1970er Jahre
Erst 1971 tauchte er wieder als Produzent auf, als er 11 Titel ausschließlich für Freddy Quinn überwachte. Der ewige Soldat wurde 1973 von Juliane Werding gecovert. Der letzte Künstler, mit dem Mendelson vor seinem Tod zusammenarbeitete, war der bayerische Bluessänger Willy Michl. Mendelson produzierte dessen erste beiden Alben Blues goes to Mountain (1974) und 1975 Blues & Balladen.

## Sonstiges
Zwischen Mendelson und Kurt Feltz bestand eine gewisse Arbeitsteilung, denn Mendelson orientierte sich an Wildwest-Schlagern und Teenager-Melodien, Feltz in Köln am Südeuropa- und Fernweh-Trend. Die meisten Titel produzierte Mendelson für Gus Backus (51), es folgt Lolita mit 29. Mendelson betrieb zusammen mit seiner Frau Helene und Günther Brabbée die Konzertdirektion Europa und diverse andere Firmen der Musikbranche. Mendelson profitierte in Wien von niedrigen, weil steuerlich begünstigten Produktionskosten. Als das Wiener Finanzministerium die Steuerbefreiung für Musikproduktionen aufhob, musste Mendelson aufgrund hoher Steuernachzahlungen Österreich verlassen. Damit war die subventionierte Ära deutscher Schlagerproduktionen in Österreich vorerst beendet. Mendelson verlegte seinen Wohnsitz nach Monaco, wo er i1963 im Tour Lavrotto (Montecarlo) lebte. Die Austrophon-Schallplatten-Studio GmbH hat heute ihren Sitz in der Wiener Leopoldstadt. Hier wurde beispielsweise die am 3. Juni 1983 im Rahmen der Neuen Deutschen Welle erschienene LP Tauchen – Prokopetz* / DÖF – Codo...Düse Im Sauseschritt für DÖF aufgenommen.